# William Robert Rowan

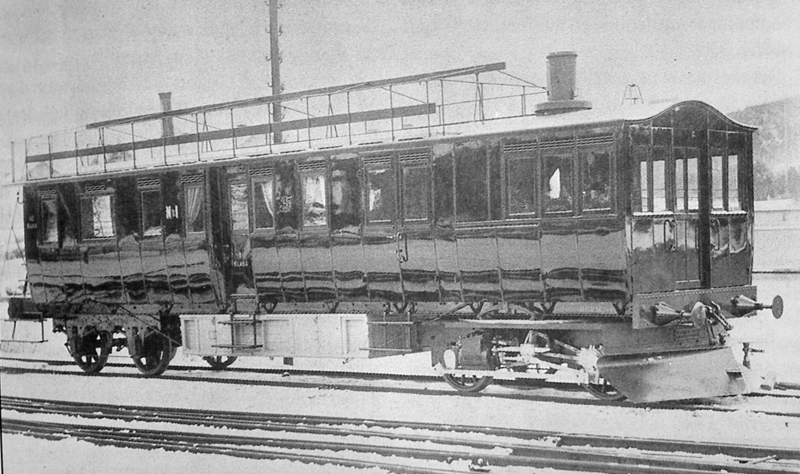
En ångmotorvagn, byggd av Atlas i Södertälje och Nydqvist & Holm efter William Robert Rowans system för Börringe–Anderslövs Järnväg 1884

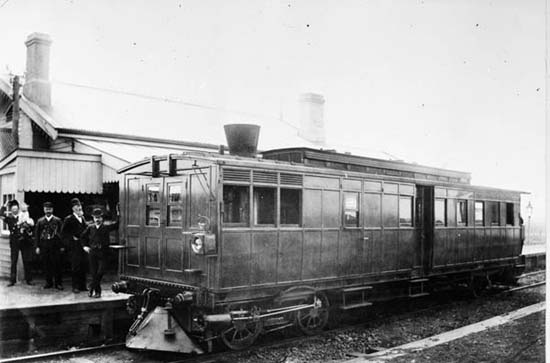
Rowan Car No.1, Aberdeen, på Victorian Railways i Australien, 1883

Willian Robert Rowan, född 1841, död 1900, var en brittisk ingenjör och uppfinnare.
William Robert Rowan var son till järnvägsbyggaren Frederick James Rowan. Han arbetade med sin far i anläggandet av järnvägslinjer i Jylland för byggkonsortiet Peto, Brassey och Betts och stannade kvar i Danmark efter det att järnvägsprojekten tog slut 1869. Hans far köpte 1870 järnvägsprojektens vagnfabrik Hvite Mølle i Randers, som namnändrades till Randers Jernbanevognfabrik. Willian Robert Rowan arbetade där och övertog 1872 företaget från fadern. Han utvecklade omkring en ångmotorvagn och ett koncept för förenklade järnvägar med bland annat lättare räls. Referensobjekt för detta var Gribskovbanen och Randers–Hadsund Jernbane. Fem järnvägar med ångmotorvagnar i Skåne byggdes också på basis av hans koncept.
Hans far och han var i samarbete med bankiren Carl Frederik Tietgen engagerade i byggandet av flera järnvägar i Danmark.
Efter Randers Jernbanevognfabriks omorganisation 1876 till aktiebolaget A/S Scandia, avgick han som chef, men kvarstod som betydande aktieägare. Han flyttade till Tyskland och var fortsatt engagerad i järnvägsdrift och teknisk utveckling. 
Spårvagnar med ångdrift enligt Rowans system sattes in på två linjer i Berlin i Tyskland 1886 respektive 1888. Dessa företag gick 1888 samman i "Berliner Dampfstraßenbahn-Konsortium". Nätet byggdes ut och hade två linjer med Rowan-system och en med ånglokomotiv. År 1898, då nätet elektrifierades, hade spårvagnsföretaget, förutom lokdrivna ekipage och hästspårvagnar, 28 Rowan-ångspårvagnar.